# Playa Santa Cruz
Playa Santa Cruz (también en papiamento: Playa Santa kruz) es una playa en la isla caribeña de Curazao, ubicada al sur de la localidad de Lagun. Se trata de una extensa playa de arena. Hay cabañas de playa y un snack bar que abre de forma irregular en los fines de semana.